# Metaxanthia aurantiocauda
Metaxanthia aurantiocauda là một loài bướm đêm thuộc phân họ Arctiinae, họ Erebidae.